# En el país de la libertad
«En el país de la libertad» es la primera canción que forma parte del primer álbum debut del cantautor de rock argentino León Gieco. Fue grabado y editado de forma independiente y producido por Gustavo Santaolalla en el año 1973. Junto con el tema Hombres de hierro; fue una de las canciones más difundidas del disco y uno de los primeros éxitos de Gieco.

## Interpretación
El tema «En el país de la libertad», Gieco expresaba y hacia referencia al deseo de todo un pueblo de vivir con justicia pero también con libertad, cercenada por los sucesivos gobiernos dictatoriales; en donde las cuestiones sociales no se daban en un clima de libertad.